# The Maple Leaf Forever
«The Maple Leaf Forever» (с англ. — «Кленовый лист навсегда», в оригинальном написании «The Maple Leaf For Ever») — канадская патриотическая песня, созданная в 1867 году школьным учителем и поэтом Александром Мьюром. Одна из самых популярных патриотических песен в англоязычной части Канады и неофициальный гимн страны до середины XX века. В 1997 году на оригинальную музыку Мьюра были положены новые слова, написанные поэтом и композитором Владимиром Радианом в рамках конкурса CBC.

## История создания
В октябре 1867 года, в год Канадской конфедерации, Александр Мьюр, директор публичной школы в Лесливилле (Торонто) и поэт-любитель, готовился к участию в конкурсе патриотических стихотворений, который проводило Каледонское общество Монреаля. Работа над стихотворением, однако, не продвигалась, пока Мьюру не подсказал тему его товарищ Джордж Лесли. Идея пришла ему в голову, когда они вместе с Мьюром гуляли в парке: опавший кленовый лист пристал к рукаву пальто Лесли и сопротивлялся попыткам его смахнуть. Лесли, вспомнив, что кленовый лист является символом Канады, предложил Мьюру выбрать его темой своего стихотворения.
Текст стихотворения был готов уже через два часа и спешно отправлен в Монреаль, где впоследствии занял на конкурсе второе место. Он воспевал британские военные победы в Северной Америке (битвы на полях Авраама, на Куинстонских высотах и при Ландис-Лейне) и их роль в объединении Канады как нации. В стихотворении также провозглашалась верность Великобритании как метрополии и образно объединялись символы Канады и трёх королевств в составе Великобритании — Шотландии, Ирландии и Англии. На следующий день после написания Мьюр, играя с детьми, несколько раз повторил его вслух. Его жена предложила положить стихи на музыку, чтобы их было можно петь. Мьюр попытался подобрать для текста какую-нибудь существующую мелодию, но это ему не удалось, и тогда он, также за несколько часов, сочинил собственную. Канадская энциклопедия указывает, что эта мелодия, обычно исполняемая в тональности си-бемоль мажор, вероятно, испытала влияние песни «My Love is Like a Red, Red Rose».
Когда Мьюр исполнил новую песню в кругу друзей, один из них, Эдвард Лосон, обладавший связями в музыкальных кругах Торонто, посоветовал ему издать её и помог организовать выпуск тиражом 1000 экземпляров в издательстве Guardian. По-видимому, текст и ноты песни увидели свет в начале 1868 года. За издание Мьюр заплатил 30 долларов из своего кармана, однако, согласно «Канадскому журналу» за 1896 год, этот первый тираж не окупился. При этом песня достаточно быстро обрела популярность, и уже в 1871 году вышло новое издание, выпущенное музыкальным издательством Nordheimer, на сей раз под защитой авторского права.

### Оригинальный текст
In days of yore,

From Britain’s shore

Wolfe the dauntless hero came

And planted firm Britannia’s flag

On Canada’s fair domain.

Here may it wave,

Our boast, our pride

And joined in love together,

The thistle, shamrock, rose entwined,

The Maple Leaf Forever.

Припев

   The Maple Leaf, our emblem dear,

   The Maple Leaf Forever.

   God save our Queen and heaven bless,

   The Maple Leaf Forever.

At Queenston Heights and Lundy’s Lane

Our brave fathers side by side

For freedom’s home and loved ones dear,

Firmly stood and nobly died.

And so their rights which they maintained,

We swear to yield them never.

Our watchword ever more shall be

The Maple Leaf Forever

Припев

Our fair Dominion now extends

From Cape Race to Nootka Sound

May peace forever be our lot

And plenty a store abound.

And may those ties of love be ours

Which discord cannot sever

And flourish green for freedom’s home

The Maple Leaf Forever.

Припев

## Дальнейшая судьба
До середины XX века «The Maple Leaf Forever» оставалась чрезвычайно популярной в англоязычной части Канады и исполнялась как неофициальный государственный гимн наравне с «Боже, храни короля». Мьюр несколько раз возвращался к тексту песни, внося в него изменения. Большинство из них были незначительными (так, уже на копии первого издания, хранящейся в Национальном архиве Канады, рукой автора текст «The Maple Leaf, the Maple Leaf, the Maple Leaf for ever!» исправлен на «The Maple Leaf, our emblem dear, the Maple Leaf for ever!»), однако в 1894 году текст был переписан достаточно сильно. В сентябре этого года торонтская газета The Empire опубликовала письмо Мьюра, в котором поэт жаловался на распространившиеся «искажённые» версии своего стихотворения и прилагал «правильный» вариант. В действительности сохранившиеся копии показывают, что тексты до 1894 года соответствовали оригинальному тексту издания 1868—1871 годов с минимальными поправками. Напротив, текст 1894 года был расширен с 4 до 5 куплетов и только 2 из них совпадали с оригинальными. Новая версия, в частности, начиналась словами «In days of yore, the hero Wolfe Britain’s glory did maintain». Эта версия не прижилась, и популярным остался оригинальный вариант текста.
Среди дальнейших изменений, которые претерпевал текст песни, была попытка включения эмблемы Квебека — лилии — в список растительных символов, переплетающихся с кленовым листом. Однако песня, по-видимому, не переводилась на французский язык и не пользовалась популярностью в Квебеке, в отличие от англоязычных провинций Канады. Её мелодия была использована для создания отдельной песни «Salut, ô ma belle patrie!» на стихи Октава Кремази. В 1964 году та же мелодия легла в основу песни «Our Home, Our Land, Our Canada» на слова Виктора Коули, выигравшей песенный конкурс «Кленовый лист» Ассоциации канадских авторов.
После того как официальным гимном Канады стала песня «O Canada!», популярность «Maple Leaf Forever» несколько спала. В 1997 году CBC провела конкурс на новый текст песни, лучше отражающий канадский мультикультурализм. Победившая версия, написанная иммигрантом из Румынии Виктором Радианом, впервые прозвучала 27 июня 1997 года в сопровождении Торонтского симфонического оркестра. В незначительно изменённом виде текст трёх из пяти куплетов новой версии в 1999 году исполнила популярная певица Энн Мюррей перед началом последнего в истории матча, который команда «Торонто Мейпл Лифс» проводила на стадионе «Мейпл Лиф-гарденс». Эта же версия, также в укороченном виде и с изменённым порядком куплетов, была исполнена в 2010 году Майклом Бубле на церемонии закрытия зимней Олимпиады в Ванкувере. Вместе эти эпизоды способствовали возрождению популярности «Maple Leaf Forever».